# Trypanidius irroratus
Trypanidius irroratus es una especie de escarabajo longicornio del género Trypanidius, tribu Acanthocinini, subfamilia Lamiinae. Fue descrita científicamente por Monné y Delfino en 1980.

## Descripción
Mide 13,5-18,5 milímetros de longitud.

## Distribución
Se distribuye por Colombia, Ecuador y Venezuela.